# Olle Pettersson (född 1986)
Olle Tobias Pettersson, född 2 mars 1986, är en svensk entreprenör. 

## Studier och yrkesbana
Pettersson studerade företagsekonomi i Halmstad och skrev tillsammans med Niklas Ahlberg en kandidatuppsats om hur musik kan bygga varumärkeskapital. Han har även suttit i ledningsgruppen för Caybon[källa behövs].Åren 2012–2016 var Pettersson konsult på IR-byrån Oxenstierna & Partners. År 2016 blev han marknadschef på Mediaplanet. 2020 blev han chief product officer på Mediaplanet och han var i den rollen arkitekten bakom en ny bolagsstruktur.
Efter sin tid på Caybon grundade han 2022 bolaget Haveton.